# Kanyah
Kanya ou "kanyah" é um doce típico da culinária da República do Congo, feito com amendoim, arroz e açúcar. O amendoim é primeiro torrado e pelado e depois pilado, mas sem deixar transformar-se em farinha ou numa pasta. O arroz é também assado numa frigideira, até ficar ligeiramente castanho, e pilado como o amendoim. Juntam-se o amendoim e o arroz pilado, moem-se mais e misturam-se com açúcar; esta mistura deve ficar uma pasta, que se molda na forma de pequenas pirâmides ou cubos, ou se comprime num tabuleiro, para depois cortar em quadrados ou losangos. Pode guardar-se algum tempo dentro dum frasco bem fechado.